# Alfred Lippschütz
Alfred Lippschütz (* 1. Oktober 1922 in Nauen; † 20. September 1996) war ein deutscher Politiker (SPD).
Lippschütz machte zunächst eine Ausbildung als Elektromechaniker. Nach dem Zweiten Weltkrieg wurde er Verwaltungsangestellter und trat 1945 der SPD bei. 1948 wurde er von der Sowjetischen Militäradministration in Deutschland (SMAD) wegen seiner Zugehörigkeit zur SPD verhaftet und zu 25 Jahren Zwangsarbeit verurteilt. Acht Jahre musste Lippschütz in der Sowjetunion verbringen. Nach seiner Rückkehr nach Berlin 1956 konnte er seine Arbeit fortsetzen. Von 1957 bis 1960 besuchte er die Verwaltungsschule Berlin, die er mit der Verwaltungsprüfung II abschloss. 1964 wurde er Beamter.
Bei der Berliner Wahl 1963 wurde Lippschütz in die Bezirksverordnetenversammlung im Bezirk Tempelhof gewählt, ab 1969 war er der Vorsitzende der SPD-Fraktion. 1975 wurde er in das Abgeordnetenhaus von Berlin gewählt, dem er bis 1985 angehörte. Zeitweise war Lippschütz im Parlament der Vorsitzende des Ausschusses Inneres, Sicherheit und Ordnung.